# 蠊形嬌異蝽
蠊形嬌異蝽（学名：Urostylis blattiformis）为異尾蝽科嬌異蝽屬下的一个种。